# Placówka Straży Celnej „Serafińce”

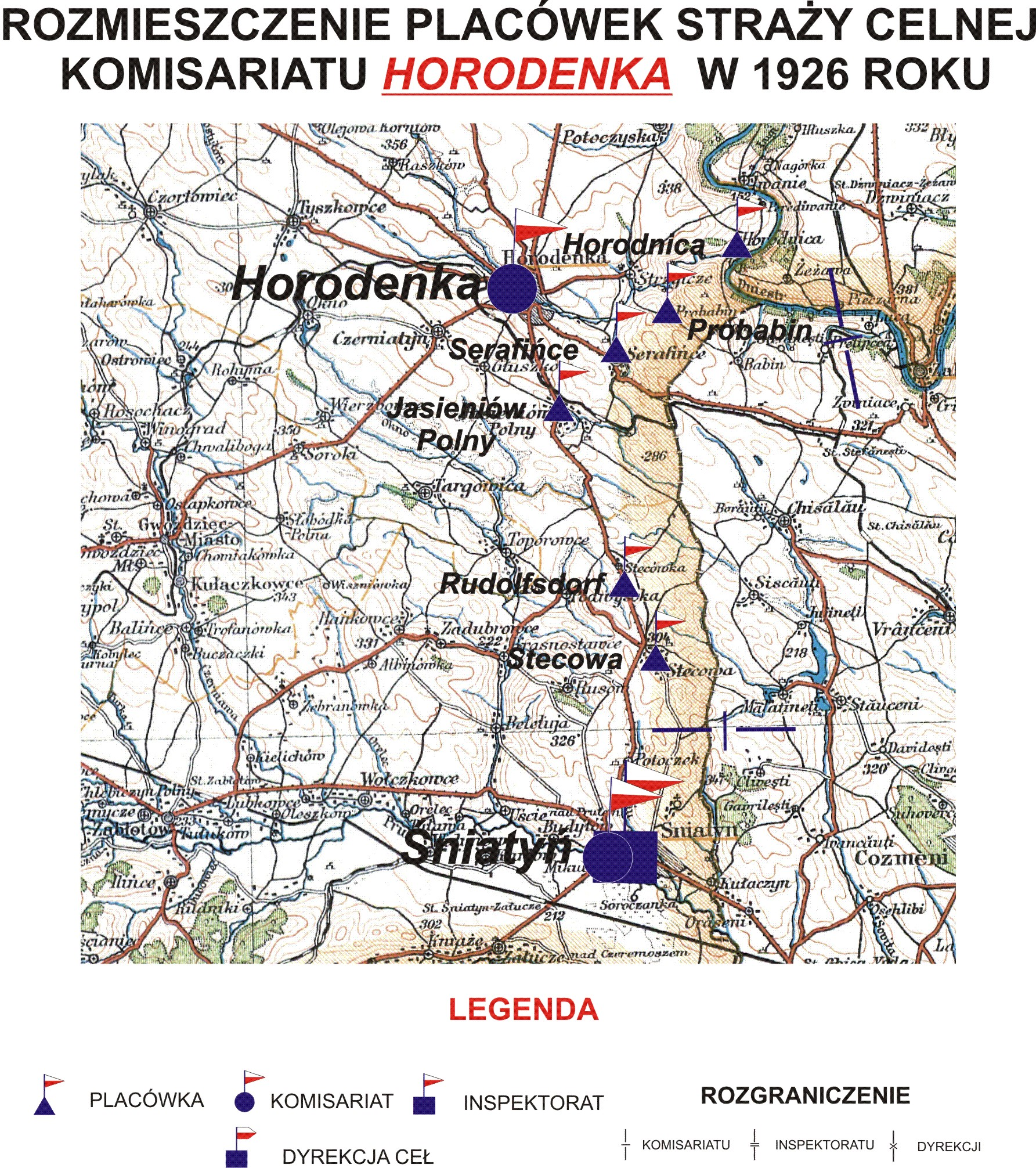
Rozmieszczenie placówek SC komisariatu Horodenka w 1926 r.

Placówka Straży Celnej „Serafińce” – jednostka organizacyjna Straży Celnej pełniąca w okresie międzywojennym służbę ochronną na granicy polsko-rumuńskiej.

## Formowanie i zmiany organizacyjne
Na wniosek Ministerstwa Skarbu, uchwałą z 10 marca 1920 roku, powołano do życia Straż Celną. Jednostki Straży Celnej rozpoczęły przejmowanie odcinków granicy od pododdziałów Batalionów Celnych. W 1921 roku w Horodence stacjonował sztab 2 kompanii 11 batalionu celnego. Kompania wystawiała między innymi placówkę w Serafińcach. Proces tworzenia Straży Celnej trwał do końca 1922 roku. Placówka Straży Celnej „Serafińce” weszła w podporządkowanie komisariatu Straży Celnej „Horodenka” z Inspektoratu SC „Śniatyn”.
W drugiej połowie 1927 roku przystąpiono do gruntownej reorganizacji Straży Celnej. W praktyce skutkowało to rozwiązaniem tej formacji granicznej. Ochronę północnej, zachodniej i południowej granicy państwa przejęła powołana z dniem 2 kwietnia 1928 roku Straż Graniczna.
Rozkazem nr 6 z 8 września 1928 roku w sprawie organizacji Małopolskiego Inspektoratu Okręgowego podpisanym w zastępstwie przez mjr. Wacława Szpilczyńskiego dowódca Straży Granicznej powołał komisariat Straży Granicznej „Jasieniów Polny”. Placówka SG I linii „Serafińce” weszła w jego skład. 

## Funkcjonariusze placówki
Kierownicy placówki
| stopień    | imię i nazwisko, numer | okres pełnienia służby | kolejne stanowisko |
| ---------- | ---------------------- | ---------------------- | ------------------ |
| przodownik | Leon Dziurzyński (38)  | był w 1926             |                    |

Obsada personalna placówki w 1926:
- przodownik Leon Dziurzyński (38)
- starszy strażnik Michał Bąk (311)
- starszy strażnik Piotr Szewczyk (1389)
- strażnik Antoni Sumelka (631)
- strażnik Józef Drozd (1896)
- strażnik Józef Sarna (629)
- strażnik Kazimierz Wala (632)
- strażnik Teofil Fabianowski (1545)
- strażnik Stanisław Twardy (1644)
- strażnik Wojciech Olszewski (464)